# Werner Zwingmann
Werner Zwingmann (* 30. April 1946 in Wiedensahl) ist ein deutscher Veterinärmediziner und war Ministerialdirigent im Bundesministerium für Verbraucherschutz, Ernährung und Landwirtschaft.

## Leben
Werner Zwingmann studierte von 1967 bis 1972 an der Tierärztlichen Hochschule Hannover Veterinärmedizin. Er wurde Mitglied der Hannoverschen Burschenschaft Teutonia. Im folgenden Jahr promovierte er dort mit der Dissertationsschrift Topographie und Histologie des harnbereitenden und harnabführenden Systems der Niere des Haushuhnes. In den folgenden zwei Jahren war er als Assistenzarzt in einer Großtierpraxis tätig. Ab 1975 war er Beamter. In den ersten vier Jahren war er beim Veterinäramt in Gummersbach und danach mit der Beförderung zum Oberregierungsveterinärrat als Dezernent beim Regierungspräsidium Köln tätig. 1983 wechselte er zum Ministerium für Klimaschutz, Umwelt, Landwirtschaft, Natur- und Verbraucherschutz des Landes Nordrhein-Westfalen in Düsseldorf, wo er 1987 zum Ministerialrat ernannt wurde. Von 1994 bis 1998 war er Leiter einer Projektgruppe zur Koordinierung der Tierseuchenbekämpfung auf nationaler und europäischer Ebene beim Bundesministerium für Ernährung und Landwirtschaft. In den folgenden Jahren bis zu seiner Pensionierung 2009 war Zwingmann Leiter verschiedener Unterabteilungen des Ministeriums. Im Jahr 2000 war er zum Ministerialdirigenten und zum Honorarprofessor an der TiHo Hannover ernannt worden.
Zwingmann war von 1996 bis 2009 Mitglied im Kuratorium der Heinz-Lohmann-Stiftung. Er ist seit 2010 Vorsitzender des Kuratoriums der in diesem Jahr gegründeten Tönnies-Forschung – Gemeinnützige Gesellschaft zur Förderung der Forschung über die Zukunft des Tierschutzes in der Nutztierhaltung mbH. Er geht in seiner Freizeit auf die Jagd und war an seinem Wohnort Gummersbach ehrenamtlich in der CDU aktiv.

### Kontroversen
2002 war Zwingmann von der damaligen Ministerin Renate Künast strafversetzt worden, die ihm Versagen vorgeworfen hatte. In einem von ihm selbst beantragten Disziplinarverfahren wurde er vom Verwaltungsgericht Düsseldorf voll rehabilitiert. Dass er infolge der Strafversetzung nicht wieder für den Bereich Tierseuchenbekämpfung tätig war, wurde vereinzelt kritisiert.
Im Rahmen dieses Skandals wurde er im Focus als Bauern-Lobbyist bezeichnet, der Anteil am Rücktritt von den ehemaligen Ministern Karl-Heinz Funke und Andrea Fischer gehabt habe. Als Bauern-Lobbyist war er schon in einem Spiegel-Artikel beim ersten bekannten Fall von BSE in Deutschland zu Beginn des Jahres 2001 bezeichnet worden.

## Ehrungen
- 2010: Ehrenmitglied im Bundesverband der beamteten Tierärzte[7]
- 2010: Andreas-Hermes-Medaille des Deutschen Bauernverbandes[8]